# Brita Barnekow
Brita Barnekow (født 4. januar 1868 i København, død 25. august 1936 i Frederikshavn) var en dansk maler.
Hun var datter af komponisten, professor Christian Barnekow og Laura Edeline Johanne født With. Efter at have uddannet sig privat hos Marie Vilhelmine Bang 1883-85 og Frants Henningsen 1885-87 besøgte hun fra februar 1889 den med Kunstakademiet forbundne Kunstskole for Kvinder, fik 1891 tilladelse til afgang og udstillede fra 1892 dels malede, dels tegnede portrætter. Januar 1893 blev hun indstillet til afgang, bestod ikke, men fik ros og en friplads. Barnekow studerede senere ved Académie de la Grande Chaumière i Paris 1904-05, hvor hun havde opholdt sig fra 1903 og atter i 1908. 1912 kom hun til London, og 1887-88, 1897-98, 1900-01, 1908-10 og 1922-23 var hun i Italien. 
Hun udførte også landskaber og genrebilleder. Barnekow arbejdede meget i Italien og har også malet i Vendsyssel og i Lave Skov. Hun udførte desuden enkelte farvetræsnit.
Hun var ugift og er begravet i krypten under Christians Kirke.

## Udstillinger
- Charlottenborg Forårsudstilling 1892-1921, 1927
- Kunstnernes Efterårsudstilling 1904-05, 1907-08, 1910
- Kvindernes Udstilling, København 1895
- Landsudstillingen i Aarhus 1909
- Den baltiske Udstilling, Malmø 1914
- Kvindelige Kunstneres retrospektive Udstilling, København 1920
- Lægeportrætter, København 1922

Separatudstillinger:
- Winkel & Magnussen, København 1912
- Den frie Udstilling 1918 (sammen med Agnes Lunn, Olga Smith og Olga Laberg)
- Billeder fra Italien, Kunst for Varer, København 1931-32
- Winkel & Magnussen nr. 229, 1938 (Susette Holtens og Barnekows efterladte malerier)

## Værker
- Carl With-Seidelin (1897, familieeje)[1]
- Veninder (udstillet 1904, Museum Sønderjylland)
- Billedhuggeren Ludvig Brandstrup (1916, Udstillingskomiteen ved Charlottenborg)
- Jægermester Frederik Sporon-Fiedler; hans hustru, født Holm; deres søn Iver Christian Frederik